# Kostel svatého Jakuba Staršího (Kamenice)
Kostel svatého Jakuba Staršího se nachází na návrší v centru obce Kamenice v areálu hřbitova. Kostel je farním kostelem římskokatolické farnosti Kamenice u Jihlavy. Jde o jednolodní v jádru románskou stavbu s polygonálním kněžištěm a renesanční hranolovou věží. Později byl kostel barokně upraven. Kostel je chráněn jako kulturní památka České republiky.

## Historie
První písemná zmínka o kostele pochází z 15. století, v tu dobu byl patronem kostela Josef Valdštejn Vartenberk. Kostel však měl být postaven snad již ke konci 12. století či ze začátku století 13. V druhé polovině 15. století byl kostel upraven, bylo vystavěno nové kněžiště a byl prolomen nový vchod do kostela, nově se tak vstupovalo do kostela z jižní strany, někdy kolem roku 1536 pak byla přistavěna věž. Sakristie na severní straně kostela byla přistavěna kolem roku 1648, roku 1723 pak byl kostel opět upraven a rozšířen o kruchtu, sínici a byla opravena věž. V kostele jsou tři oltáře, hlavní je zasvěcen svatému Jakubovi Staršímu, původní se nedochoval, byl přebudován na současný v roce 1894. Další dva oltáře jsou zasvěceny Cyrilovi a Metodějovi a svatému Josefovi, dříve však byly zasvěceny Panně Marii a svatému Václavovi.
Mezi lety 1892 a 1903 byl kostel zcela opraven a částečně upraven, byla prolomena nová okna a částečně přesunuto kamenné ostění portálu. V roce 1892 byl také rekonstruován interiér kostela a byly pořízeny varhany, v roce 1894 byl kostel vydlážděn cementovou dlažbou. Roku 1902 byla do kostela pořízena polychromie od Cyrila Čelouda. V roce 1910 pak byla do kostela instalována křížová cesta. V roce 1924 byly vykáceny velké stromy, které rostly kolem kostela na hřbitově. V roce 1982 pak byly pořízeny nové varhany.
V roce 2006 byla obcí Kamenice vydána kniha, která se zabývá historií obce a také kostela.